# Quagga (logiciel)
Pour les articles homonymes, voir Quagga.
Quagga est une suite de logiciels de routage implémentant les protocoles OSPF (v2 & v3), RIP (v1, v2 & v3), BGP (v4) et IS-IS pour les plates-formes de type Unix, en particulier FreeBSD, GNU/Linux, Solaris et NetBSD.
Le nom du projet provient d'une sous-espèce éteinte du zèbre africain ; Quagga est un fork du projet GNU Zebra (inactif depuis 2005) qui était développé par Kunihiro Ishiguro. Un des principaux buts du projet est de construire une communauté plus impliquée dans Quagga que dans le modèle de développement centralisé de GNU Zebra.
Quagga est un logiciel libre distribué sous GNU GPL